# Øster Lindet Sogn
Øster Lindet Sogn er et sogn i Malt Provsti (Ribe Stift).
Øster Lindet Sogn hørte til Frøs Herred i Haderslev Amt. Øster Lindet sognekommune blev ved kommunalreformen i 1970 indlemmet i Rødding Kommune, der ved strukturreformen i 2007 indgik i Vejen Kommune.
I Øster Lindet Sogn ligger Øster Lindet Kirke. Sognet hørte indtil 2007 til Tørninglen Provsti, men kirken har ikke det karakteristiske Tørninglen-spir, der er rejst over 4 trekantgavle.
I sognet findes følgende autoriserede stednavne:
- Hellet (bebyggelse)
- Jeskær (bebyggelse)
- Mojbøl (bebyggelse, ejerlav)
- Nygård (landbrugsejendom)
- Rojbøl (bebyggelse)
- Rojbøl Bæk (vandareal)
- Stenderup (bebyggelse, ejerlav)
- Stenderup Fælled (bebyggelse)
- Stenderup Mark (bebyggelse)
- Terp (bebyggelse)
- Tved (bebyggelse)
- Øster Lindet (bebyggelse)
- Øster Lindet Ejerlav (ejerlav)

## Afstemningsresultat
Folkeafstemningen ved Genforeningen i 1920 gav i Øster Lindet Sogn 536 stemmer for Danmark, 25 for Tyskland. Af vælgerne var 151 tilrejst fra Danmark, 18 fra Tyskland. 